# République tchèque aux Jeux olympiques d'été de 2012
La République tchèque participe aux Jeux olympiques d'été de 2012 à Londres au Royaume-Uni du 27 juillet au 12 août 2012. Il s'agit de sa 5e participation à des Jeux olympiques d'été.

## Médaillés
| Sport                  | Discipline                         | Athlète(s)                                        | Performance        | Date               |
| Médailles d'or : 4     | Médailles d'or : 4                 | Médailles d'or : 4                                | Médailles d'or : 4 | Médailles d'or : 4 |
| ---------------------- | ---------------------------------- | ------------------------------------------------- | ------------------ | ------------------ |
| Athlétisme             | Lancer du javelot femmes           | Barbora Špotáková                                 | 69,55 m            | 9 août             |
| Aviron                 | Skiff femme                        | Miroslava Knapková                                | 7 min 54 s 37      | 6 août             |
| Pentathlon moderne     | Compétition masculine              | David Svoboda                                     | 5 928 points       | 11 août            |
| VTT                    | Cross-country masculin             | Jaroslav Kulhavý                                  | 1 h 29 min 07 s    | 12 août            |
| Médaille d’argent : 4  |                                    |                                                   |                    |                    |
| Aviron                 | Skiff homme                        | Ondřej Synek                                      | 6 min 59 s 37      | 3 août             |
| Athlétisme             | 400 m haies femmes                 | Zuzana Hejnová                                    | 53 s 38            | 8 août             |
| Canoë-kayak            | K1 hommes                          | Vavřinec Hradílek                                 | 94 s 78            | 1er août           |
| Tennis                 | Double dames                       | Andrea Hlaváčková Lucie Hradecká                  | 4-6 / 4-6          | 5 août             |
| Médaille de bronze : 3 |                                    |                                                   |                    |                    |
| Athlétisme             | Lancer du javelot hommes           | Vítězslav Veselý                                  | 83,34 m            | 1er août           |
| Canoë-kayak            | K4 1 000 m hommes                  | Daniel Havel Lukáš Trefil Josef Dostál Jan Štěrba | 2 min 55 s 850     | 9 août             |
| Tir                    | Carabine à 50 m 3 positions femmes | Adéla Sýkorová                                    | 683 pointd         | 4 août             |

## Compétitions

### Athlétisme
Femmes
Courses
| Athlète        | Épreuve     | Séries  | Séries | Demi-finales | Demi-finales | Finale  | Finale |
| Athlète        | Épreuve     | Temps   | Rang   | Temps        | Rang         | Temps   | Rang   |
| -------------- | ----------- | ------- | ------ | ------------ | ------------ | ------- | ------ |
| Zuzana Hejnová | 400 m haies | 53 s 96 | 1er Q  | 53 s 62      | 2e Q         | 53 s 38 | 3e     |

Concours
| Athlète           | Épreuve           | Qualification | Qualification | Finale   | Finale |
| Athlète           | Épreuve           | Distance      | Rang          | Distance | Rang   |
| ----------------- | ----------------- | ------------- | ------------- | -------- | ------ |
| Barbora Špotáková | Lancer du marteau | 66,19 m       | 1er           | 69,55 m  | 1er    |

### Aviron
Hommes
| Athlète                                                   | Compétition                      | Séries        | Séries | Repêchage     | Repêchage | Quarts de finale | Quarts de finale | Demi-finales  | Demi-finales | Finales A     | Finales A | Finales B     | Finales B |
| Athlète                                                   | Compétition                      | Temps         | Rang   | Temps         | Rang      | Temps            | Rang             | Temps         | Rang         | Temps         | Rang      | Temps         | Rang      |
| --------------------------------------------------------- | -------------------------------- | ------------- | ------ | ------------- | --------- | ---------------- | ---------------- | ------------- | ------------ | ------------- | --------- | ------------- | --------- |
| Ondřej Synek                                              | Skiff                            | 6 min 53 s 23 | 1er    | –             | –         | 6 min 53 s 32    | 1er              | 7 min 16 s 58 | 1er          | 6 min 59 s 37 | 2e        | -             | -         |
| Milan Bruncvík Michal Horváth Matyáš Klang Jakub Podrazil | Quatre sans barreur              | 5 min 54 s 37 | 4e     | 6 min 04 s 56 | 4e        | NC               | NC               | -             | -            | -             | -         | -             | -         |
| Jiří Kopáč Jan Vetešník Ondřej Vetešník Miroslav Vraštil  | Quatre sans barreur poids légers | 5 min 52 s 69 | 4e     | 6 min 02 s 23 | 3e        | NC               | NC               | 6 min 06 s 85 | 6e           | -             | -         | 6 min 11 s 49 | 5e        |

Femmes
| Athlète                       | Compétition    | Séries        | Séries | Repêchage     | Repêchage | Quarts de finale | Quarts de finale | Demi-finales  | Demi-finales | Finales       | Finales |
| Athlète                       | Compétition    | Temps         | Rang   | Temps         | Rang      | Temps            | Rang             | Temps         | Rang         | Temps         | Rang    |
| ----------------------------- | -------------- | ------------- | ------ | ------------- | --------- | ---------------- | ---------------- | ------------- | ------------ | ------------- | ------- |
| Miroslava Knapková            | Skiff          | 7 min 24 s 17 | 1er    | -             | -         | 7 min 35 s 35    | 1er              | 7 min 42 s 57 | 1er          | 7 min 54 s 37 | 1er     |
| Jitka Antošová Lenka Antošová | Deux de couple | 7 min 05 s 05 | 5e     | 7 min 11 s 68 | 3e        | NC               | NC               | NC            | NC           | -             | -       |

### Badminton
La République tchèque est représentée par deux athlètes dans les compétitions de badminton. Petr Koukal dispute le tournoi du simple messieurs, c'est sa seconde participation aux Jeux après celle aux Jeux olympiques d'été de 2008 où ils avaient terminer à la 33e place. Kristína Gavnholt participe elle dans le tournoi de simple dames. Elle participe également à ces deuxièmes Jeux olympiques après Pékin où elle avait accroché la 17e place.
| Athlète           | Compétition      | Phase de groupe  | Phase de groupe  | Phase de groupe  | Phase de groupe | 8e de finale     | Quarts de finale | Demi-finales     | Finale           | Finale |
| Athlète           | Compétition      | Adversaire Score | Adversaire Score | Adversaire Score | Rang            | Adversaire Score | Adversaire Score | Adversaire Score | Adversaire Score | Rang   |
| ----------------- | ---------------- | ---------------- | ---------------- | ---------------- | --------------- | ---------------- | ---------------- | ---------------- | ---------------- | ------ |
| Petr Koukal       | Simple messieurs |                  |                  |                  |                 |                  |                  |                  |                  |        |
| Kristína Gavnholt | Simple dames     |                  |                  |                  |                 |                  |                  |                  |                  |        |

### Tournoi féminin
Classement
| no | Équipe             | Pts | GP | P | PP | PC | Diff |
| -- | ------------------ | --- | -- | - | -- | -- | ---- |
| 1  | Angola             |     |    |   |    |    |      |
| 2  | Chine              |     |    |   |    |    |      |
| 3  | États-Unis         |     |    |   |    |    |      |
| 4  | République tchèque |     |    |   |    |    |      |
| 5  | Croatie            |     |    |   |    |    |      |
| 6  | Turquie            |     |    |   |    |    |      |

|  | Qualifié pour les quarts de finale                                                                        |
|  | Pts points ; G victoires ; P défaites PP points marqués ; PC points encaissés ; Diff différence de points |

Matchs
| 28 juillet  | Chine | - | République tchèque | Basketball Arena, Londres |
| 9 h 00 CEST |       |   |                    |                           |

| 30 juillet   | République tchèque | - | Turquie | Basketball Arena, Londres |
| 11 h 15 CEST |                    |   |         |                           |

| 1er août     | Croatie | - | République tchèque | Basketball Arena, Londres |
| 20 h 00 CEST |         |   |                    |                           |

| 3 août       | République tchèque | - | États-Unis | Basketball Arena, Londres |
| 22 h 15 CEST |                    |   |            |                           |

| 5 août       | Angola | - | République tchèque | Basketball Arena, Londres |
| 11 h 15 CEST |        |   |                    |                           |

### Cyclisme

#### Cyclisme sur route
| Athlète         | Compétition            | Temps         | Rang |
| --------------- | ---------------------- | ------------- | ---- |
| Jan Bárta       | Course en ligne hommes | 5 min 46 s 37 | 75e  |
| Roman Kreuziger | Course en ligne hommes | 5 min 46 s 05 | 15e  |

#### Cyclisme sur piste
Vitesse
| Athlète       | Compétition                 | Qualification | Séries                   | Quarts de finale         | Demi-finales             | Finale                   | Finale |
| Athlète       | Compétition                 | Temps Vitesse | Adversaire Temps Vitesse | Adversaire Temps Vitesse | Adversaire Temps Vitesse | Adversaire Temps Vitesse | Rang   |
| ------------- | --------------------------- | ------------- | ------------------------ | ------------------------ | ------------------------ | ------------------------ | ------ |
| Pavel Kelemen | Vitesse individuelle hommes |               |                          |                          |                          |                          |        |

Keirin
| Athlète      | Compétition   | 1er tour | Repêchage | 2e tour | Finale |
| Athlète      | Compétition   | Rang     | Rang      | Rang    | Rang   |
| ------------ | ------------- | -------- | --------- | ------- | ------ |
| Adam Ptáčník | Keirin hommes |          |           |         |        |

#### VTT
| Athlète          | Compétition              | Temps | Rang |
| ---------------- | ------------------------ | ----- | ---- |
| Ondřej Cink      | Cross-country VTT hommes |       |      |
| Jaroslav Kulhavý | Cross-country VTT hommes |       |      |
| Jan Škarnitzl    | Cross-country VTT hommes |       |      |
| Kateřina Nash    | Cross-country VTT femmes |       |      |

#### BMX
| Athlète           | Compétition | Qualifications | Qualifications | Quarts de finale | Quarts de finale | Demi-finales | Demi-finales | Finale   | Finale |
| Athlète           | Compétition | Résultat       | Rang           | Résultat         | Rang             | Résultat     | Rang         | Résultat | Rang   |
| ----------------- | ----------- | -------------- | -------------- | ---------------- | ---------------- | ------------ | ------------ | -------- | ------ |
| Aneta Hladíková   | BMX femmes  |                |                |                  |                  |              |              |          |        |
| Romana Labounková |             |                |                |                  |                  |              |              |          |        |

### Gymnastique

#### Artistique
Hommes
| Athlète        | Compétition | Appareils | Appareils | Appareils | Appareils | Appareils | Appareils | Qualification | Qualification | Appareils | Appareils | Appareils | Appareils | Appareils | Appareils | Finale | Finale |
| Athlète        | Compétition | S         | CA        | A         | SC        | BP        | BF        | Total         | Rang          | S         | CA        | A         | SC        | BP        | BF        | Total  | Rang   |
| -------------- | ----------- | --------- | --------- | --------- | --------- | --------- | --------- | ------------- | ------------- | --------- | --------- | --------- | --------- | --------- | --------- | ------ | ------ |
| Martin Konečný | Individuel  |           |           |           |           |           |           |               |               |           |           |           |           |           |           |        |        |

Femmes
| Athlète           | Compétition | Appareils | Appareils | Appareils | Appareils | Qualification | Qualification | Appareils | Appareils | Appareils | Appareils | Finale | Finale |
| Athlète           | Compétition | S         | SC        | BA        | P         | Total         | Rang          | S         | SC        | BA        | P         | Total  | Rang   |
| ----------------- | ----------- | --------- | --------- | --------- | --------- | ------------- | ------------- | --------- | --------- | --------- | --------- | ------ | ------ |
| Kristýna Pálešová | Individuel  |           |           |           |           |               |               |           |           |           |           |        |        |

#### Trampoline
| Athlète          | Compétition | Séries | Séries | Finale | Finale |
| Athlète          | Compétition | Score  | Rang   | Score  | Rang   |
| ---------------- | ----------- | ------ | ------ | ------ | ------ |
| Zita Frydrychová | Femmes      |        |        |        |        |

### Judo
| Athlète       | Compétition            | 1/32 de finale      | 1/16 de finale      | 1/8 de finale       | Quarts de finale    | Demi-finales        | Repêchage 1         | Repêchage 2         | Finale              | Finale |
| Athlète       | Compétition            | Adversaire Résultat | Adversaire Résultat | Adversaire Résultat | Adversaire Résultat | Adversaire Résultat | Adversaire Résultat | Adversaire Résultat | Adversaire Résultat | Rang   |
| ------------- | ---------------------- | ------------------- | ------------------- | ------------------- | ------------------- | ------------------- | ------------------- | ------------------- | ------------------- | ------ |
| Jaromír Ježek | Moins de 73 kg hommes  |                     |                     |                     |                     |                     |                     |                     |                     |        |
| Jaromír Musil | Moins de 81 kg hommes  | NC                  |                     |                     |                     |                     |                     |                     |                     |        |
| Lukáš Krpálek | Moins de 100 kg hommes | NC                  |                     |                     |                     |                     |                     |                     |                     |        |

### Tennis de table
Femmes
| Athlète          | Compétition | Tour préliminaire | 1er tour         | 2e tour          | 3e tour          | 4e tour          | Quarts de finale | Demi-finales     | Finale           | Finale |
| Athlète          | Compétition | Adversaire Score  | Adversaire Score | Adversaire Score | Adversaire Score | Adversaire Score | Adversaire Score | Adversaire Score | Adversaire Score | Rang   |
| ---------------- | ----------- | ----------------- | ---------------- | ---------------- | ---------------- | ---------------- | ---------------- | ---------------- | ---------------- | ------ |
| Dana Hadačová    | Simple      |                   |                  |                  |                  |                  |                  |                  |                  |        |
| Iveta Vacenovská | Simple      |                   |                  |                  |                  |                  |                  |                  |                  |        |

### Tir
Hommes
| Athlète          | Compétition                  | Qualification | Qualification | Finale | Finale |
| Athlète          | Compétition                  | Points        | Rang          | Points | Rang   |
| ---------------- | ---------------------------- | ------------- | ------------- | ------ | ------ |
| Václav Haman     | Carabine à 10 m air comprimé |               |               |        |        |
| David Kostelecký | Trap                         |               |               |        |        |
| Jiří Lipták      | Trap                         |               |               |        |        |
| Martin Podhráský | Pistolet à 25 m tir rapide   |               |               |        |        |
| Martin Strnad    | Pistolet à 25 m tir rapide   |               |               |        |        |
| Jan Sychra       | Skeet                        |               |               |        |        |
| Jakub Tomeček    | Skeet                        |               |               |        |        |

Femmes
| Athlète         | Compétition                  | Qualification | Qualification | Finale | Finale |
| Athlète         | Compétition                  | Points        | Rang          | Points | Rang   |
| --------------- | ---------------------------- | ------------- | ------------- | ------ | ------ |
| Kateřina Emmons | Carabine à 10 m air comprimé |               |               |        |        |
| Adéla Sýkorová  | Carabine à 10 m air comprimé |               |               |        |        |
| Lenka Marušková | Pistolet à 10 m air comprimé |               |               |        |        |

### Volley-ball

#### Beach-volley
| Athlète                           | Compétition      | Tour préliminaire                                                                     | Classement | Rattrapage        | Huitièmes de finale | Quarts de finale  | Demi-finales      | Finale            | Finale |
| Athlète                           | Compétition      | Adversaires Score                                                                     | Classement | Adversaires Score | Adversaires Score   | Adversaires Score | Adversaires Score | Adversaires Score | Rang   |
| --------------------------------- | ---------------- | ------------------------------------------------------------------------------------- | ---------- | ----------------- | ------------------- | ----------------- | ----------------- | ----------------- | ------ |
| Petr Beneš Přemysl Kubala         | Tournoi masculin | Poule B Gavira – Herrera (ESP) Asahi – Shiratori (JPN) Dalhausser – Rogers (USA)      |            |                   |                     |                   |                   |                   |        |
| Lenka Háječková Hana Klapalová    | Tournoi féminin  | Poule A Holtwick – Semmler (GER) Rigobert – Li Yuk Lo (MRI) Felisberta – França (BRA) |            |                   |                     |                   |                   |                   |        |
| Kristýna Kolocová Markéta Sluková | Tournoi féminin  | Poule C Schwaiger – Schwaiger (AUT) May-Treanor – Walsh (USA) Cook – Hinchley (AUS)   |            |                   |                     |                   |                   |                   |        |